# Куликовка (Пензенская область)
Кулико́вка — село Волче-Вражского сельсовета Тамалинского района Пензенской области. На 1 января 2004 года — 171 хозяйство, 428 жителей.

## География
Село расположено на севере Тамалинского района, в 4 км от центра сельсовета села Волчий Враг. Расстояние до районного центра пгт. Тамала — 38 км.

## История
По исследованиям историка — краеведа Полубоярова М. С., село образовано в XVIII веке. С 1780 года — в составе Чембарского уезда. В 1796 году в селе построена церковь во имя Архангела Михаила. С 1912 года село в составе Волче-Вражской волости Чембарского уезда, с 1930 года — центр сельсовета Чембарского района, с 1955 года — центр сельсовета Белинского района, с 1966 года перешло в Волче-Вражский сельсовет Тамалинского района. В 50-х годах XX века — центральная усадьба колхоза имени В. М. Молотова.

## Численность населения
| 1864 | 1877 | 1897  | 1911  | 1926  | 1930  | 1939 |
| ---- | ---- | ----- | ----- | ----- | ----- | ---- |
| 697  | ↗912 | ↗1404 | ↘1334 | ↗1359 | ↘1277 | ↘935 |
| 1951 | 1959 | 1979  | 1989  | 1996  | 2002  | 2010 |
| ↘537 | ↘490 | ↘427  | ↗441  | ↗455  | ↘433  | ↘367 |

## Улицы
- Молодёжная;
- Производственная;
- Центральная.

## Инфраструктура
В селе имеются: почта, телефон, начальная школа, фельдшерско-акушерский пункт.